# Старая Хурада
Старая Хурада (чув. Хурата) — село в Алькеевском районе Татарстана. Административный центр Старохурадинского сельского поселения.

## География
Находится в южной части Татарстана на расстоянии приблизительно 12 км по прямой на юг от районного центра села Базарные Матаки у речки Ата.

## История
Основано в первой половине XVIII века. Упоминалась также как Хурада и Нижняя Иштубаева. В начале XX века действовала Козьмодемьянская церковь.

## Название
Происходит от названия речки Хура Атă - Чёрный сапог, по легенде который был в ней утоплен когда спустились черпать воду. Основателем или старшиной в деревне был Иштупай.

## Население
Постоянных жителей было: в 1782 — 139 душ мужского пола, 
в 1859 — 665, 
в 1897 — 1256, 
в 1908 — 1493, 
в 1920 — 1252, 
в 1926 — 942, 
в 1938 — 595, 
в 1949 — 518, 
в 1958 — 521, 
в 1970 — 500, 
в 1979 — 399, 
в 1989 — 299, 
в 2002 — 271 (чуваши 84 %), 243 — в 2010.